# Atkinson (Dominica)
Atkinson ist ein Dorf im Parish Saint Andrew auf dem Inselstaat Dominica. Es hat 2524 Einwohner und ist somit die zweitgrößte Gemeinde in diesem Parish.